# Gelbbauch-Zwergseidenäffchen
Das Gelbbauch-Zwergseidenäffchen (Cebuella pygmaea, Syn.: Callithrix pygmaea) ist eine Primatenart aus der Familie der Krallenaffen. Es kommt im nordwestlichen Südamerika in einem Gebiet zwischen dem Amazonas im Süden, dem Rio Japurá im Norden und den östlichen Vorbergen der Anden im Westen vor. Es lebt in Kleingruppen und ernährt sich vorwiegend von Baumsäften. Zusammen mit seiner Schwesterart, dem Weißbauch-Zwergseidenäffchen (C. niveiventris), gilt es als kleinster Vertreter der Affen.

## Merkmale
Das Gelbbauch-Zwergseidenäffchen erreicht eine Kopfrumpflänge von 12 bis 15 Zentimetern, hat einen 17 bis 23 Zentimeter langen Schwanz und erreicht ein Gewicht von 85 bis 140 Gramm, wobei Weibchen etwas größer werden als Männchen. Rücken und Schwanz sind gelbbraun, olivbraun oder graubraun gefärbt, wobei der Schwanz schwärzlich geringelt ist. Der Bauch ist gelblich oder hellbraun und nicht scharf vom dunkleren Rücken abgegrenzt. Die Augen sind groß und mandelförmig. Die Ohren werden von den langen, nach hinten gerichteten Haaren auf den Wangen zum größten Teil verdeckt.

## Lebensraum und Lebensweise

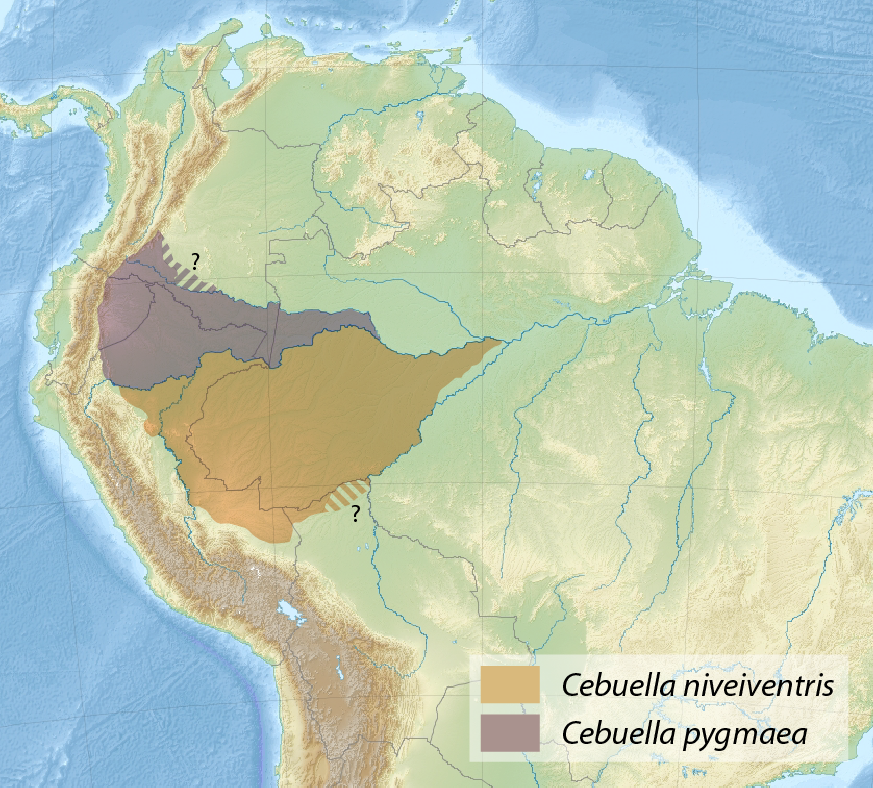
Die Verbreitungsgebiete der zwei Arten der Zwergseidenäffchen

Das Gelbbauch-Zwergseidenäffchen kommt vor allem in Wäldern an Flussufern vor, darunter auch Sekundärwälder und Gebiete, die von eingeschränkten landwirtschaftlichen Aktivitäten und der Jagd betroffen sind, sowie in isolierten Waldstücken in der Nähe menschlicher Siedlungen. In Ecuador kommt es zwischen Höhen von 200 bis 940 Metern vor, normalerweise jedoch unterhalb einer Höhe von 400 Metern. Gelbbauch-Zwergseidenäffchen halten sich im Allgemeinen in der dichten Vegetation des Unterholzes auf. Die Gruppengröße reicht von 2 bis 9, mit 1 bis 2 erwachsenen Männchen und 1 bis 2 erwachsenen Weibchen. Wie bei anderen Krallenaffen bringt das dominante Weibchen in der Gruppe zweimal im Jahr Zwillinge zur Welt, und die erwachsenen Männchen und andere Gruppenmitglieder helfen ihr, sie zu tragen. Jungtiere werden das ganze Jahr über geboren, vor allem aber von Mai bis Juni und von November bis Januar. Etwa 85 % der Geburten sind Zwillingsgeburten. Der genutzte Lebensraum ist typischerweise klein mit einer Fläche von 0,1 bis 1,5 ha und zentriert um ein oder zwei Bäume, die die zur Ernährung benötigten Baumsäfte liefern. Geben die Bäume zu wenig Säfte ab, so zieht die gesamte Gruppe in ein neues Gebiet um.

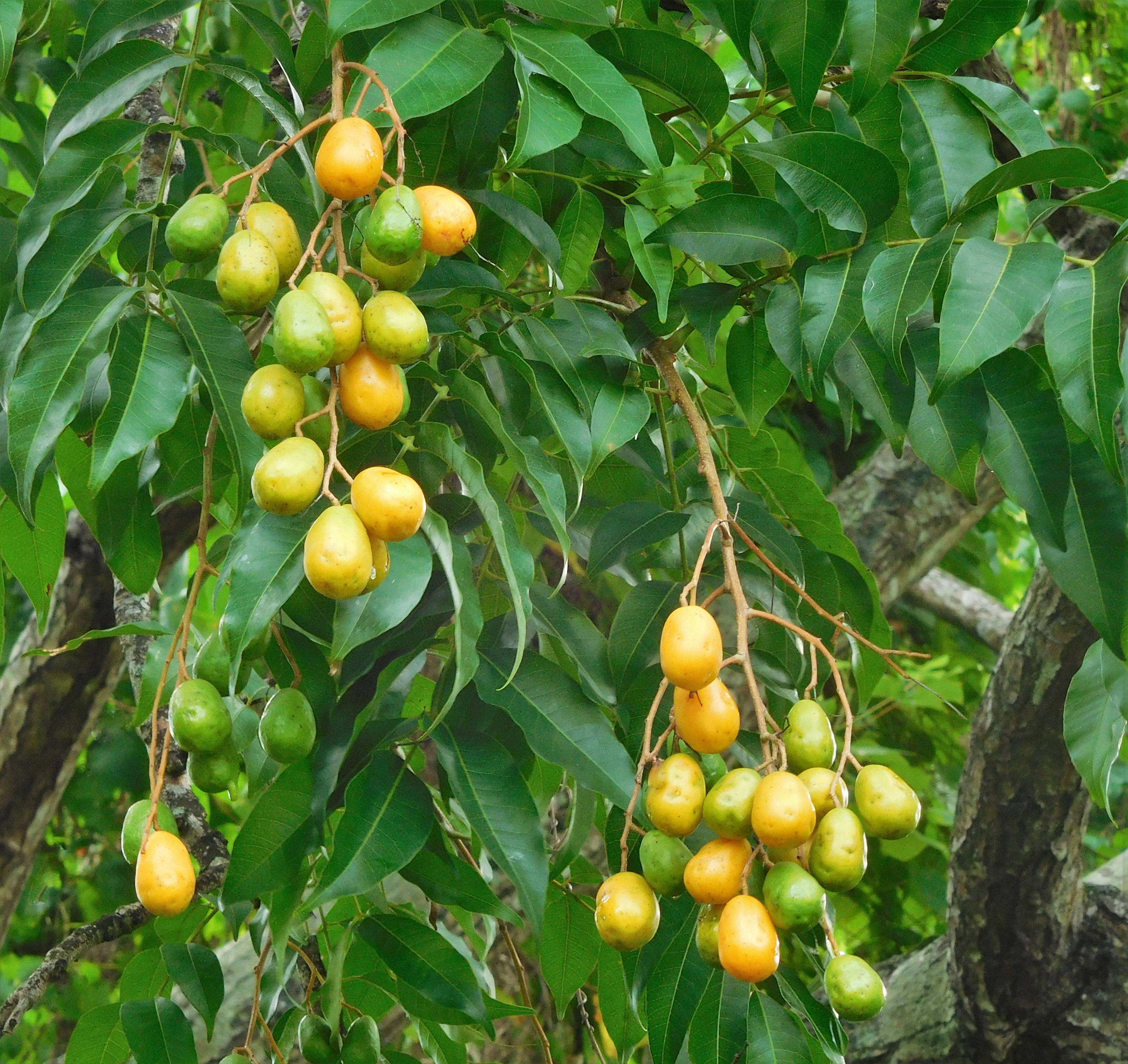
Früchte der Gelben Mombinpflaume

Die Ernährung des Gelbbauch-Zwergseidenäffchens wurde im Nordosten von Peru in den Einzugsbereichen des Río Maniti und des Río Nanay genauer untersucht. Es ernährt sich vor allem von Exsudaten und verschiedenen Gliederfüßern (Käfer, Schnabelkerfe, Hautflügler, Schmetterlinge und Heuschrecken), kleinen Wirbeltieren (Anolis, Rennechsen, Geckos der Gattung Gonatodes, andere kleine Echsen und kleine Vögel). Früchte, Knospen, Blüten und Nektar werden ebenso gefressen. Auf der Suche nach Baumsäften werden vor allem Bäume und Lianen aufgesucht, die in kurzer Zeit nach dem Annagen der Rinde eine möglichst große Menge an Exsudaten aussondern. Kommen Gelbbauch-Zwergseidenäffchen sympatrisch mit Tamarinen wie Rotschultertamarin (Leontocebus lagonotus), Schwarzrückentamarin (L. nigricollis) und Goldmanteltamarin (L. tripartitus) vor, werden die Baumlöcher von letzteren oft mit genutzt. Innerhalb einer Beobachtungszeit von 1400 Stunden wurden 85 Pflanzenarten von den Affen untersucht, aber nur wenige wurden intensiv genutzt, die Gelbe Mombinpflaume (Spondias mombin) aus der Familie der Sumachgewächse, Parkia oppositifolia aus der Familie der Mimosengewächse, Vochysia lomatophylla aus der Familie der Ritterspornbäume und Trichilia aus der Familie der Mahagonigewächse.

## Systematik

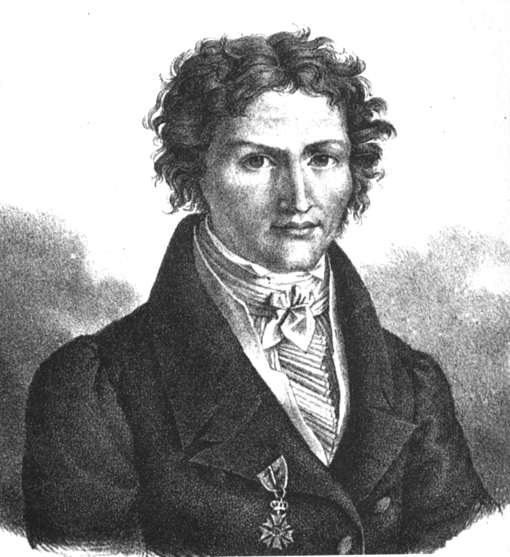
Johann Baptist von Spix

Die Affenart wurde 1823 durch den deutschen Naturwissenschaftler Johann Baptist von Spix benannt (Iacchus pygmaea). 1866 führte der britische Zoologe John Edward Gray Cebuella als Untergattung von Hapale (später Callithrix) ein, erhob Cebuella aber schon 1870 zu einer eigenständigen Gattung. Der schwedische Zoologe Einar Lönnberg beschrieb 1940 die Unterart Cebuella pygmaea niveiventris vom südlichen Ufer des Amazonas. Es unterscheidet sich von Cebuella pygmaea pygmaea durch die weißliche Bauchseite und die weißlichen Innenseiten von Armen und Beinen, deren Färbung ohne allmählichen Übergang deutlich von der bräunlichen Rückenfärbung abgegrenzt ist. Die Internationale Union zur Bewahrung der Natur und die American Society of Mammalogists listen beide Formen der Zwergseidenäffchen als eigenständige Arten. Die Teilung in zwei deutlich unterschiedliche Kladen wird durch molekularbiologische Untersuchungen bestätigt. In beiden Kladen ist die Divergenz deutlich geringer als zwischen den beiden Kladen. Die beiden Arten sollen sich am Übergang vom Pliozän zum Pleistozän vor etwa 2,5 Millionen Jahren voneinander getrennt haben. Damit ist die Divergenzzeit der beiden Arten der Zwergseidenäffchen länger als die zwischen dem Zweifarbentamarin (Saguinus bicolor) und seiner Schwesterart, dem Martin-Tamarin (Saguinus martinsi).

## Gefährdung
Von 2009 bis 2021 ist der Bestand des Gelbbauch-Zwergseidenäffchens um mehr als 30 % gesunken. Er ist durch Entwaldung, Bergbau, den Fang zum Zweck der Heimtierhaltung und andere menschliche Aktivitäten bedroht und wird von der IUCN als gefährdet (Vulnerable) eingeschätzt. Das Gelbbauch-Zwergseidenäffchen kommt aber auch in zahlreichen Schutzgebieten vor, im Süden Kolumbiens z. B. im Parque Nacional Natural Amacayacu, im östlichen Ecuador im Nationalpark Yasuní und im nordöstlichen Peru in den Nationalparks Manú und Tingo María.